# Pseudofrea tanganjicae
Pseudofrea tanganjicae là một loài bọ cánh cứng trong họ Cerambycidae.